# Regan (Dakota del Norte)
Regan es una ciudad ubicada en el condado de Burleigh en el estado estadounidense de Dakota del Norte. En el censo de 2010 tenía una población de 43 habitantes y una densidad poblacional de 16,45 personas por km².

## Geografía
Regan se encuentra ubicada en las coordenadas 47°9′24″N 100°31′38″O / 47.15667, -100.52722. Según la Oficina del Censo de los Estados Unidos, Regan tiene una superficie total de 2.61 km², de la cual 2.61 km² corresponden a tierra firme y (0%) 0 km² es agua.

## Demografía
Según el censo de 2010, había 43 personas residiendo en Regan. La densidad de población era de 16,45 hab./km². De los 43 habitantes, Regan estaba compuesto por el 95.35% blancos, el 0% eran afroamericanos, el 0% eran amerindios, el 0% eran asiáticos, el 0% eran isleños del Pacífico, el 0% eran de otras razas y el 4.65% pertenecían a dos o más razas. Del total de la población el 0% eran hispanos o latinos de cualquier raza.